# Puigcampana
El Puigcampana (o Puig Campana) és una muntanya de 1.406 metres situada al centre de la comarca de la Marina Baixa, en el terme municipal de Finestrat i a 10 km de la costa. La muntanya està envoltada per la serra Cortina, la serra dels Castellets i la muntanya de Ponotx.

## Particularitats
Forma part de la Serralada Prebètica, al sud-est de la península Ibèrica. Amb una altitud de 1.406 metres, es tracta del segon cim més elevat de la província d'Alacant.
A la seua punta cònica presenta dos cims, el situat a ponent presenta una gran fractura o portella, coneguda arreu amb el nom històric d'El Portell, encara que rep altres noms mitològics com el "tall de Rotlan".
El 24 de gener de 2009 gran part del Puigcampana es va cremar a causa de la caiguda d'una torre d'alta tensió pel fort vent que castigava la zona. L'incendi va arrasar unes 1.000 hectàrees i va obligar a desallotjar 25 urbanitzacions, amb un total de 15.000 persones evacuades. Gran part de la vegetació que cobria la muntanya, especialment al nord, va quedar reduïda a cendres.

## La llegenda del Puigcampana[calcitació]

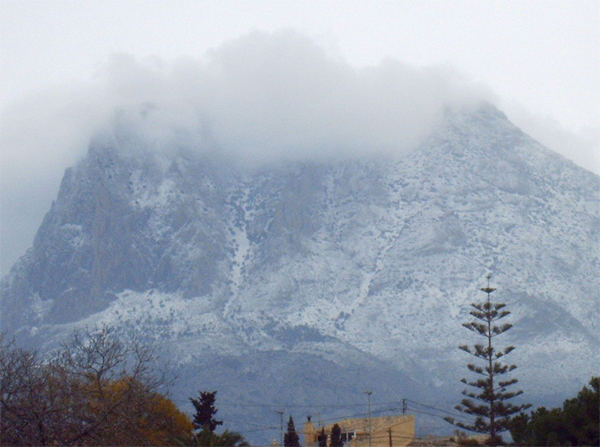
La tallada del cim no es veu quan està ennuvolat

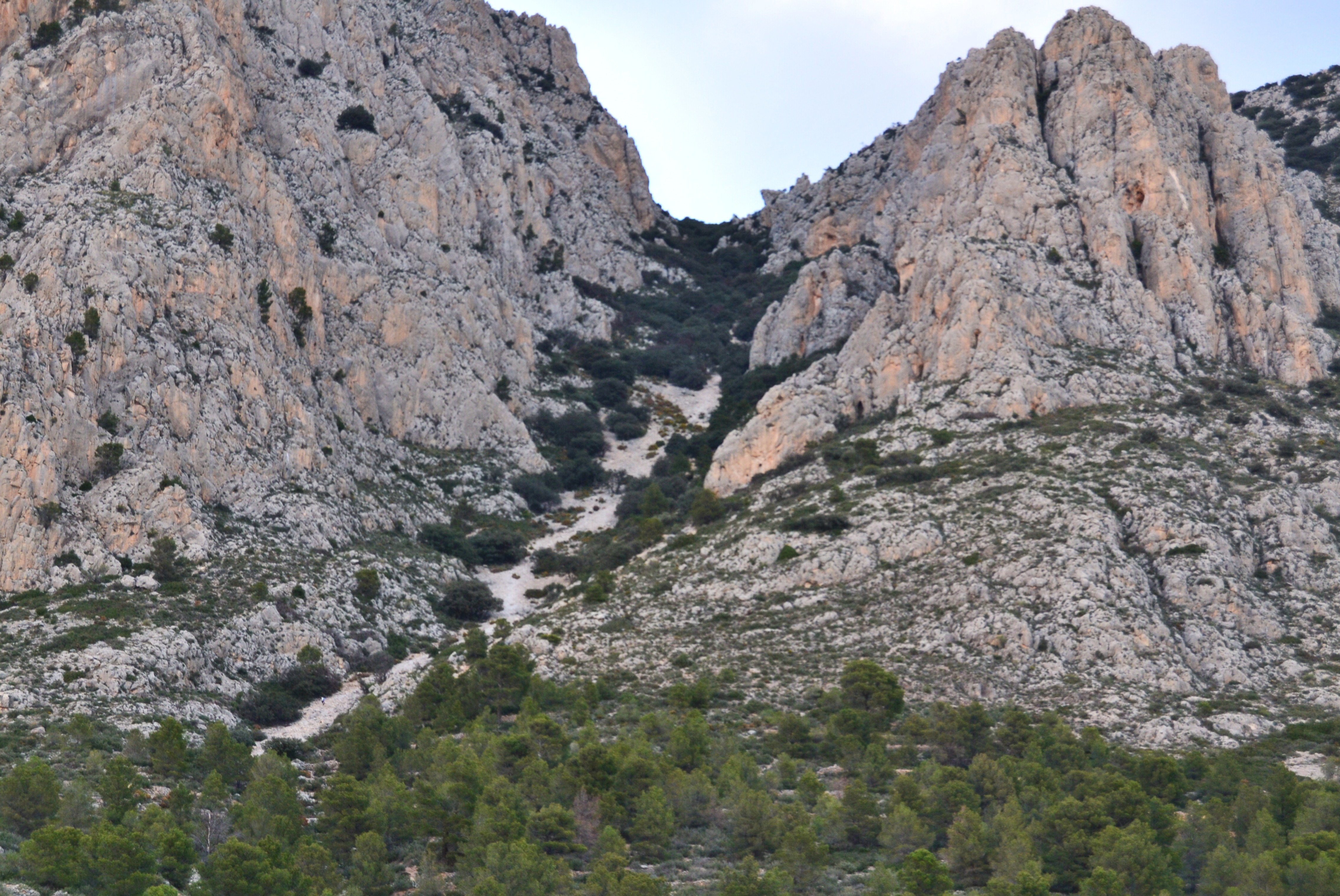
Runar o canal del Carreró, situat a la solana i que protagonitza la cursa del quilòmetre vertical i que constitueix la capçalera del barranc de les Marietes

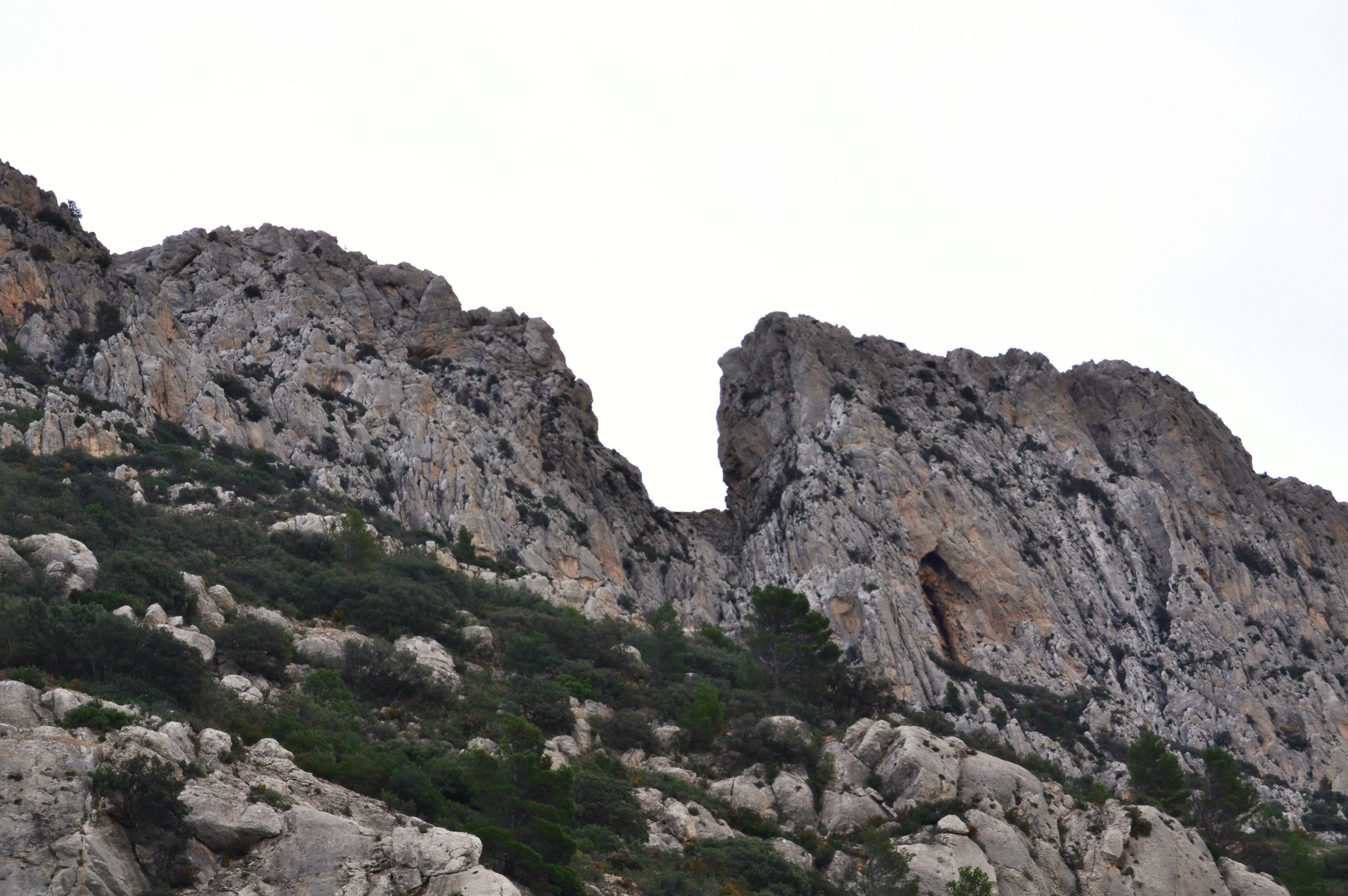
El portell o tall del Puigcampana, que protagonitza la llegenda

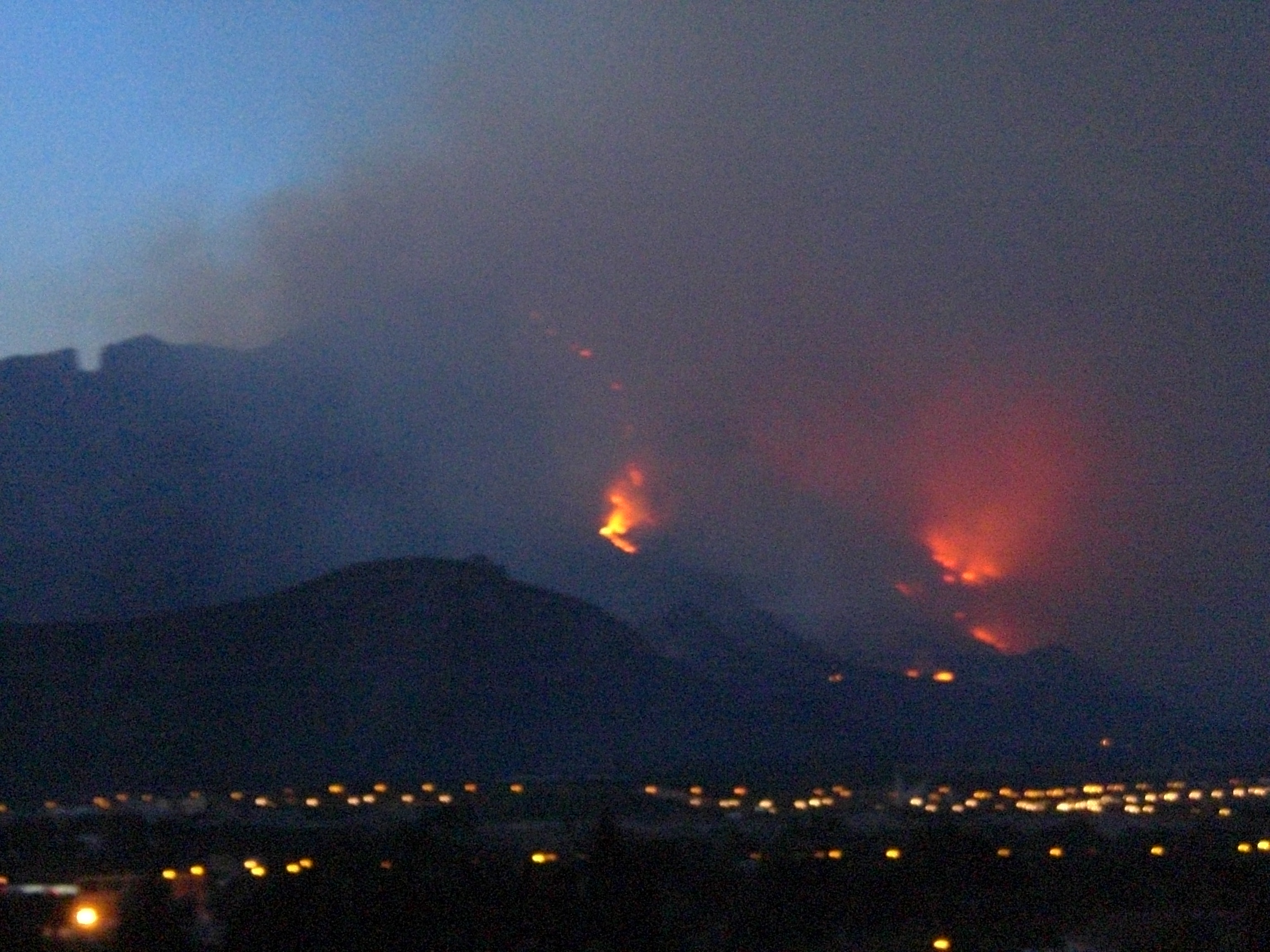
Incendi al Puigcampana. 24 de gener del 2009

La tallada que presenta el cim del Puigcampana ha donat lloc a nombroses llegendes on el protagonista varia segons el narrador. Una de les versions conta que l'heroi carolingi Rotlà, comandant de Carlemany, es va embolicar en una lluita ferotge amb un cabdill moro que es va presentar al cim del Puigcampana. En un moment en què el cabdill va caure a terra, Rotlà va alçar la seua espasa, Durandal, per a donar-li el colp de gràcia. L'enemic va esquivar el colp, però a causa de la immensa força amb què Rotlà el va escometre, va tallar un gran tros de la roca que va caure a la mar. Segons la llegenda, esta roca seria el que coneixeríem com a l'Illa de Benidorm.
Altres versions de la llegenda conten que Rotlà ho va fer per l'amor d'una dona, evitant la seua mort per un malefici, i encara unes altres diuen que l'heroi no és Rotlà, sinó Sant Jaume Apòstol o Sant Jordi, qui també lluitava contra un cabdill moro i el colp el va fer amb el seu cavall donant una guitza al Puigcampana.

## Protecció
Des de 1992 part de la muntanya està inclosa en la llista de Llocs d'Interès Comunitari de la Comunitat Valenciana. En agost de 2006, el Puigcampana i el Ponotx foren declarats Paisatge Protegit, amb una superfície de vora 2.500 hectàrees.

## Flora
Hi destaquen endemismes com ara Cystanche phelypaea i especialment, Teucrium lepicephalum. En estatges pedregosos, apareixen un estrany endemisme, el ferulago (Ferulago ternatifolia) i un endemisme exclusivament valencià, el gallet de runar (Linaria depauperata subsp. depauperata).
El tipus de vegetació varia en funció de l'orientació. Al solell dominen els boscs de pi blanc i carrasca. En l'obaga creix un bosc compost per espècies com l'auró, fleix de flor, arbocer, moixera, amb espígol, heura, lligabosc en l'estrat arbustiu. A partir de 1.000 metres d'altitud el bosc dona pas a pastures i matolls, entre els quals hi destaca l'eriçó.